# Zespół Sotosa
Zespół Sotosa, gigantyzm mózgowy (ang. Sotos syndrome, cerebral gigantism) – rzadki, genetycznie uwarunkowany zespół wad wrodzonych, charakteryzujący się przede wszystkim dużą masą urodzeniową i nadmiernym wzrostem w okresie pierwszych lat życia. Występuje zazwyczaj sporadycznie, jedynie wyjątkowo stwierdzano autosomalne dominujące dziedziczenie choroby. Chorobę opisał w 1964 roku Juan Fernandez Sotos i do dziś w piśmiennictwie przedstawiono kilkaset przypadków zespołu. W 2002 roku odkryto mutacje w genie NSD1 będące przyczyną zespołu Sotosa u zdecydowanej większości chorych. Obecnie badania skupiają się na wyjaśnieniu nieznanych patofizjologicznych mechanizmów powodujących objawy. Ostateczne rozpoznanie choroby może być postawione na podstawie testu genetycznego, ale w praktyce stawia się je na podstawie stwierdzenia kluczowych objawów zespołu. Leczenie zespołu Sotosa powinno być multidyscyplinarne, a pacjenci z rozpoznaną chorobą powinni pozostawać pod opieką odpowiedniej poradni. W związku z rzadkim rodzinnym występowaniem choroby i niskim ryzykiem powtórnego wystąpienia choroby w rodzinie (około 1%) poradnictwo genetyczne ma ograniczone znaczenie w przypadku zespołu Sotosa.

## Historia
Zespół został opisany jako odrębna jednostka chorobowa w 1964 roku przez amerykańskiego pediatrę Juana Fernandeza Sotosa (ur. 1927) i wsp. w artykule w New England Journal of Medicine. Termin zespołu Sotosa wszedł do użytku z końcem lat 60. XX wieku. Przypadek pacjenta z zespołem Sotosa jednak najprawdopodobniej opisał już w 1931 roku Schlesinger w artykule „Gigantism (acromegalic in type)” na łamach Proceedings of the Royal Society of Medicine. Genetyczne podłoże zespołu Sotosa wyjaśnił zespół japońskich naukowców z Nagasaki pod kierunkiem Naohiro Kurotaki w 2002 roku dzięki wcześniejszemu wykryciu u pacjenta z zespołem Sotosa translokacji t(5;8)(q35;q24.1). Miejscem przerwania chromosomu okazało się być locus genu NSD1.

## Etiologia
Zespół Sotosa spowodowany jest mutacjami lub delecją genu NSD1 w locus 5q35. Gen NSD1 koduje białko regulatorowe o aktywności metylotransferazy histonów; dowiedziono, że zmniejszenie ilości białka wskutek haploinsuficjencji genu NSD1 jest związane z wystąpieniem objawów choroby. U pacjentów z zespołem Sotosa stwierdzano mutacje typu nonsens, missens, delecje i mikrodelecje obejmujące prążek 5q35. Mutacje wewnątrzgenowe odpowiadają za 60 do 80% przypadków zespołu Sotosa w Europie i Stanach Zjednoczonych, podczas gdy mikrodelecje 5q35 jedynie za około 10%. W Japonii przeważają mikrodelecje 5q35, stwierdzane w ponad połowie przypadków.

## Patofizjologia
Mechanizmy patofizjologiczne odpowiedzialne za wystąpienie cech fenotypowych zespołu Sotosa nie są znane.
Sekrecja hormonu wzrostu u pacjentów z zespołem Sotosa jest prawidłowa; tak samo w normie jest poziom IGF-I i kwaśnej labilnej podjednostki IGF-I. U niektórych pacjentów osoczowe poziomy IGF-II, IGFBP-3 i IGFBP-4 były w dolnych granicach normy.

## Epidemiologia
Zespół Sotosa jest rzadki; jego częstość szacuje się na około 1:15 000 żywych urodzeń. Ryzyko urodzenia drugiego chorego dziecka jest równe ryzyku populacyjnemu. Odnotowano kilkanaście przypadków dziedziczenia autosomalnego dominującego, jednak w większości za wystąpienie objawów zespołu odpowiadają mutacje de novo. Nie stwierdzono ani jednego przypadku mozaicyzmu linii komórek germinalnych względem mutacji w genie NSD1.

## Obraz kliniczny i przebieg

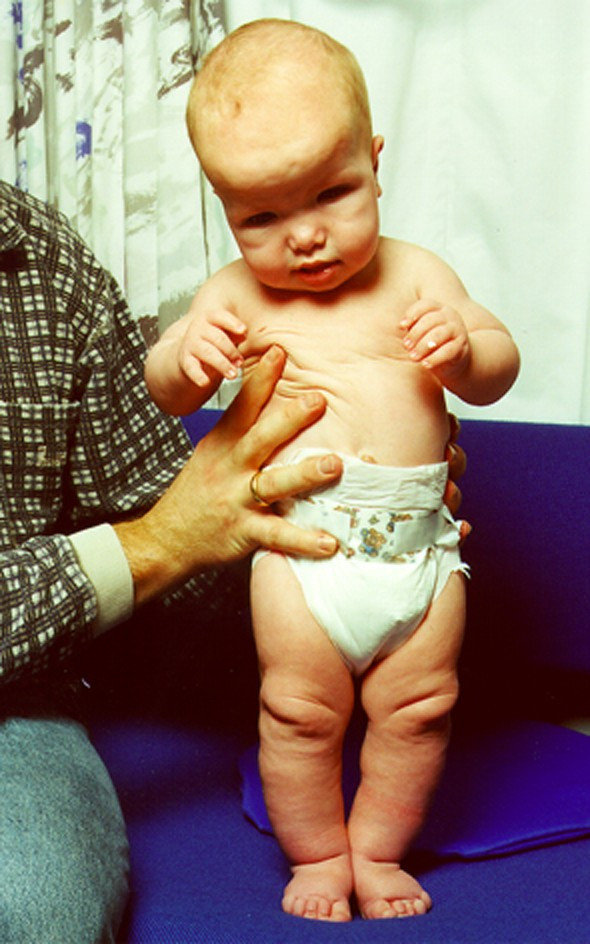
9-miesięczna dziewczynka z zespołem Sotosa spowodowanym subtelomerową delecją obejmującą gen NSD1 (kariotyp 46,XX.ish del(5)(q35))

Trzy główne cechy charakteryzujące zespół Sotosa to: charakterystyczny zestaw cech dysmorficznych twarzy (ang. -niem. facial gestalt), opóźnienie umysłowe i nadmierny wzrost, objawiający się wysokim wzrostem i makrocefalią, już od chwili narodzin. Wszystkie trzy cechy występują u ponad 90% pacjentów. U ponad 15% pacjentów spotyka się mniej częste cechy: wiek kostny zaawansowany względem wieku, nieprawidłowości stwierdzane w KT albo MRI czaszki, niechęć do ssania w niemowlęctwie, żółtaczkę noworodków, hipotonię mięśniową u noworodków, drgawki, skoliozę, wady serca, wady nerek, wiotkość stawów i płaskostopie. U matek 15% pacjentów stwierdzono wcześniej stan przedrzucawkowy.
Na Gestalt (charakterystyczna, rozpoznawana przez doświadczonego dysmorfologa konstelacja cech dysmorficznych twarzy) w zespole Sotosa składają się:
- wysokie, szerokie czoło (głowa może przypominać „odwróconą gruszkę”[11])
- makrocefalia (ciemieniowo-czołowy obwód głowy powyżej 97. centyla[19])
- rzadkie włosy w okolicy czołowej i skroniowej
- hiperteloryzm oczny
- zaczerwienienie skóry policzków (ang. malar flushing)
- antymongoloidalne ustawienie szpar powiekowych
- zaostrzony podbródek.

Cechy dysmorficzne twarzy są w dzieciństwie wysoce charakterystyczne; w badaniu Cole’a i Hughesa fotografie pacjentów z rozpoznaniem zespołu Sotosa pokazano czterem doświadczonym genetykom klinicznym razem ze zdjęciami ich krewnych pierwszego stopnia; genetycy u 41 z 71 probandów (58%) stwierdzili typowy dla zespołu Gestalt, nie wskazując żadnego ze zdjęć krewnych pacjentów.
Nieprawidłowości stwierdzane w badaniu KT albo MRI głowy są mocno niespecyficzne i nie ma anomalii specyficznej dla pacjentów z zespołem Sotosa. Najczęstszą anomalią jest protuberancja trójkąta komory bocznej (90%), następnie protuberancja rogów bocznych (75%) i poszerzenie światła komór (wentrikulomegalia, 75%). Nadnamiotowe przestrzenie płynowe były poszerzone w 70% przypadków, przestrzenie płynowe zbiorników dołu tylnego czaszki również. W tym samym badaniu bardzo często stwierdzano nieprawidłowości budowy ciała modzelowatego; rzadko diagnozowano natomiast heterotopie istoty szarej.
W okresie noworodkowym u około 70% dzieci rozwija się żółtaczka noworodków i (lub) pojawiają się trudności w karmieniu. Niechęć do ssania może wynikać z hipotonii mięśniowej noworodka, która u dzieci z pacjentem Sotosa występuje bardzo często. Oba problemy są samoograniczające się i nie mają odległych następstw.
Wady układu sercowo-naczyniowego dotyczą 15–30% pacjentów; mogą to być proste, nie wymagające leczenia wady, jak ubytek przegrody międzyprzedsionkowej (ASD) lub ciężkie, złożone wady wymagające interwencji chirurgicznej. Najczęstszą wadą układu moczowego jest refluks pęcherzowo-moczowodowy (VUR); inne malformacje układu moczowego opisane u pacjentów z zespołem Sotosa to dodatkowa nerka, agenezja nerki, zwężenie cewki moczowej i niedrożność miedniczkowo-moczowodowa (pelvic-ureteric junction obstruction).
U mniej niż 15% pacjentów z zespołem Sotosa stwierdzano szereg innych cech:
- malformacje i schorzenia przewodu pokarmowego: przetoki odbytu, zaparcia, refluks żołądkowo-przełykowy, wypadanie odbytnicy, przepuklinę pępkową;
- wady układu kostnego: artrogrypozę, przykurcze stawowe, brachydaktylię, polidaktylię pozaosiową, kamptodaktylię[21], syndaktylię palców stóp 2. i 3., stopę końsko-szpotawą, żebra szyjne, wady kręgów, kraniosynostozę, jedenaście par żeber, klatkę piersiową kurzą lub szewską, kolana koślawe (genu valgum);
- wady narządu wzroku: krótkowzroczność, nadwzroczność, zaćmę, oczopląs, astygmatyzm;
- wady skóry i jej przydatków: hipoplastyczne paznokcie, hiperpigmentację i hipopigmentację skóry, nadmierną wiotkość skóry (cutis laxa), wady skóry skalpu;
- wady układu moczowo-płciowego: wnętrostwo, spodziectwo, stulejkę, wodniak jądra, torbiele jajnika;
- wady narządu słuchu: perlaka, przewodzeniową utratę słuchu;
- inne: hipoglikemię noworodków, hipokalcemię noworodków, trombocytopenię noworodków, zakrzepowe zapalenie żył noworodków, jaskrę noworodków, laryngomalację, niedoczynność tarczycy, przepuklinę pachwinową, osteoporozę, zakrzepicę żyły nerkowej.

U niewielkiej części pacjentów stwierdzano zaburzenia behawioralne.
Odnotowano przypadki szeregu różnych typów nowotworów u pacjentów z zespołem Sotosa, jednak mimo starszych doniesień szacujących ryzyko nowotworu na 7% nowsze badania pozwalają przypuszczać, że ryzyko jest rzędu 2,2 -3 -3,9%. Opisano przypadki: raka hepatocelularnego, neuroblastoma, osteochondroma, potworniaka okolicy krzyżowo-guzicznej, naczyniaków jamistych, raka żołądka, guza Wilmsa. Badanie Tatton i wsp. na podstawie setek przypadków potwierdzonego molekularnie zespołu Sotosa nie wykazało statystycznie częstszego występowania guza Wilmsa u tych pacjentów, stąd skrining w tym kierunku nie jest wymagany jak w przypadku zespołu Beckwitha-Wiedemanna.

## Różnicowanie
Znanych jest kilka zespołów wad wrodzonych, których fenotyp może przypominać zespół Sotosa. Należą do nich:
- zespół Weavera (OMIM#277590) – zespół wad wrodzonych o najbardziej[15] zbliżonym fenotypie; szczególnie w dzieciństwie dysmorfia twarzy jest podobna. Inne cechy wspólne tych dwóch chorób to wysoki wzrost, makrocefalia, zaawansowany wiek kostny, trudności w nauce, szerokie czoło, hiperteloryzm, charakterystyczny kształt podbródka, zmiany paliczków widoczne na zdjęciu rtg. Z wiekiem cechy zespołu Weavera stają się bardziej charakterystyczne i pozwalają na odróżnienie go od klasycznego fenotypu zespołu Sotosa; hiperteloryzm oczny staje się bardziej nasilony, a twarz jest bardziej okrągła. Decydujące znaczenie ma określenie mutacji w genie NSD1; jak dotąd nie odnotowano przypadku klasycznego zespołu Weavera z mutacjami w genie NSD1[15].
- zespół Bannayana-Rileya-Ruvalcaby (OMIM#153480) – w około 60% przypadków zespołu Bannayana, Rileya i Ruvalcaby można stwierdzić mutacje genu PTEN[29]; szereg cech zespołu jest wspólnych, są to makrocefalia, upośledzenie umysłowe, niekiedy wysoki wzrost. Chłopcy z zespołem Bannayana, Rileya i Ruvalcaby mają zazwyczaj charakterystyczne plamy na trzonie prącia. Z wiekiem pojawiają się niespotykane u pacjentów z zespołem Sotosa mnogie tłuszczaki, naczyniaki i cechy zespołu Cowdena.
- zespół Beckwitha-Wiedemanna (OMIM#130650) – wspólnymi cechami zespołów są wysoki wzrost i malformacje nerek; dysmorfia twarzy i opóźnienie umysłowe występują w zespole Sotosa i są bardzo rzadkie u pacjentów z zespołem Beckwitha i Wiedemanna; poza tym w zespole Beckwitha i Wiedemanna spotyka się charakterystyczne wady niespotykane lub rzadkie u pacjentów z zespołem Sotosa: przede wszystkim makroglosję, a także wady ucha zewnętrznego, wady powłok brzusznych, wisceromegalię, przerost połowiczy ciała i guzy pochodzenia zarodkowego. W rzadkich przypadkach[30] nieklasycznego fenotypu rozstrzygające znaczenie ma analiza molekularna mutacji NSD1 i prążka 11p15[15]
- zespół Simpsona-Golabiego-Behmela (OMIM#312870) – na fenotyp tego rzadkiego zespołu mogą składać się wady i cechy dysmorficzne spotykane u pacjentów z zespołem Sotosa: przyspieszony wzrost w okresie postnatalnym, opóźnienie umysłowe, hiperteloryzm oczny, antymongoloidalne ustawienie szpar powiekowych, zmarszczki nakątne. Zespół spowodowany jest mutacjami w genie GPC3.
- łagodna rodzinna makrocefalia (zespół Cole’a-Hughesa, OMIM#153470) jest cechą definiowaną jako makrocefalia u probanda z dodatnim wywiadem rodzinnym w kierunku makrocefalii i prawidłowym rozwojem umysłowym[31]. Nie ma cech stale towarzyszących tej postaci rodzinnej makrocefalii[15].
- zespół łamliwego chromosomu X (OMIM#300624)
- zespół Marfana (OMIM#154700) – wspólną cechą zespołów Marfana i Sotosa jest wysoki wzrost; dysmorfia twarzy w zespole Sotosa jest odmienna, nieobecne są typowe dla fenotypu marfanoidalnego zwichnięcie soczewki, arachnodaktylia czy wiotkość stawów. Zespół Marfana jest wywołany mutacją w genie FBN1 kodującym fibrylinę.
- zespół Marshalla-Smitha (OMIM#602535) – bardzo rzadki zespół o nieznanej etiologii; charakteryzują go zaawansowany wiek kostny, zwiększona długość noworodka, niechęć do ssania, wydatne czoło, a także cechy niespotykane w zespole Sotosa: wytrzeszcz gałek ocznych, mikrognacja, przodopochylenie nozdrzy, szerokie proksymalne i środkowe paliczki.
- zespół Nevo (OMIM#601451) – bardzo rzadki zespół wad wrodzonych, w którym stwierdza się nadmierny wzrost w okresie prenatalnym, zaawansowany wiek kostny, makrocefalię, obrzęk limfatyczny stóp, przykurcze stawowe i opóźnienie umysłowe; stwierdzono mutacje w genie kodującym hydroksylazę lizylową u pacjentów z zespołem Nevo, jest to więc być może wariant alleliczny typu VIA zespołu Ehlersa i Danlosa. Odnotowano przypadek nakładających się fenotypów zespołów Sotosa i Nevo, w którym stwierdzono delecję obejmującą 2,2 Mpz i całość genu NSD1[32].
- zespół Perlmana (OMIM%267000)
- zespół trisomii 15q26-qter
- homocystynuria (OMIM+236200).
- nerwiakowłókniakowatość typu 1 (choroba von Recklkinghausena, OMIM+162200).

## Rozpoznanie
| Kryterium | Wynik                                              | Punkty |
| --- | -------------------------------------------------- | ------ |
| Cechy dysmorficzne twarzy | 5–6 2–4 ≤1                                         | 5 3 0  |
| Wzrost | SDS wzrostu – TH SDS >2 SDS wzrostu – TH SDS ≤2    | 2 1 0  |
| Obwód głowy | ≥2 SDS <2 SDS                                      | 1 0    |
| Rozwój | IQ<90 (opóźniony) IQ≥90                            | 1 0    |
| Wiek kostny | Zaawansowany do wieku Dorosły Prawidłowy dla wieku | 2 1 0  |
| Cechy dysmorficzne twarzy: wydatne czoło, wysoka linia włosów, dolichocefalia, wydatny podbródek, wysokie podniebienie, antymongoloidalne ustawienie szpar powiekowych; wzrost oceniany jest z uwzględnieniem wszystkich pomiarów przed osiągnięciem dorosłości; SDS – odchylenie standardowe; TH – docelowy wzrost. |                                                    |        |

Zanim zidentyfikowano w 2002 roku genetyczne podłoże choroby i opracowano testy genetyczne pozwalające na wykrycie defektu molekularnego u pacjentów z zespołem Sotosa, rekomendowanymi metodami diagnostyki zespołu były ocena wieku kostnego i (lub) obrazowanie ośrodkowego układu nerwowego. Jednak wiek kostny jest prawidłowy lub opóźniony w około 20% przypadków zespołu i jest wysoce niespecyficzny; zaawansowany wiek kostny występuje w wielu jednostkach chorobowych. Podobnie niespecyficzne są nieprawidłowości w badaniach obrazowych czaszki, występujące u około 80% pacjentów z rozpoznanym zespołem Sotosa. Opracowano system punktowy oceny klinicznej pacjentów z zespołem Sotosa (zob. tabela). Metody diagnostyki molekularnej genu NSD1 są proste, bezpieczne i specyficzne, i w zdecydowanej większości przypadków pozwalają na potwierdzenie rozpoznania. Metody diagnostyki molekularnej obejmują FISH lub, o ile jest dostępna, MLPA (Multiplex Ligation Dependent Probe Amplification), technikę pozwalającą na wykrycie mikrodelecji 5q35 i częściowych delecji genu NSD1. Sekwencjonowanie pozwala wykryć punktowe mutacje genu. Genetyczne potwierdzenie diagnozy może nie być konieczne w przypadkach klasycznego fenotypu zespołu Sotosa, rozpoznanych przez doświadczonych genetyków klinicznych. Tatton-Brown i wsp. rekomendują potwierdzenie metodami molekularnymi mutacji w genie NSD1 u wszystkich pacjentów u których podejrzewany jest zespół Sotosa, a następnie postępowanie według zaproponowanego algorytmu. Zaproponowano również prowadzenie według tego samego algorytmu pacjentów spełniających wszystkie trzy główne kryteria zespołu, u których nie wykazano nieprawidłowości w locus genu NDS1. Autorzy rekomendacji podkreślają znaczenie potwierdzenia rozpoznania klinicznego przez doświadczonego dysmorfologa.

## Leczenie
Leczenie dziecka z zespołem Sotosa powinno być kompleksowe. W okresie noworodkowym polega głównie na leczeniu objawów żółtaczki (fototerapia), problemów z odżywianiem się i refluksu żołądkowo-przełykowego. Należy brać pod uwagę możliwość wystąpienia hipoglikemii u dziecka. W pierwszych latach życia zaleca się staranną opiekę pediatryczną mającą na celu wczesne wykrycie i leczenie możliwych komplikacji: drgawek lub skoliozy kręgosłupa. Odpowiednia opieka psychologiczna i edukacyjna połączona z terapią mowy i stymulacją ruchową odgrywa istotną rolę w rozwoju tych dzieci. Trudno oszacować ostateczny wzrost pacjentów, ale tempo wzrastania wydaje się normalizować po pokwitaniu.
Zaproponowano schemat badań zalecanych dzieciom z rozpoznanym zespołem Sotosa:
| Wiek     | Badanie fizykalne | CBC | USG jamy brzusznej | RTG klatki piersiowej | α-FP | β-CG | Katecholaminy w moczu |
| -------- | ----------------- | --- | ------------------ | --------------------- | ---- | ---- | --------------------- |
| 0-4 lata | 4                 | 3   | 2                  | 1                     | 2    | 2    | 1                     |
| 4-10 lat | 3                 | 3   | 2                  | 1                     | 2    | 2    | 1                     |